# Islands damlandslag i basket
Islands damlandslag i basket spelade sin första landskamp den 6 april 1973 i Bærum, då man utklassades av Sverige med 15-112 under nordiska mästerskapet.

### Fotnoter
1. ↑  ”Körfuknattleikssamband Íslands”. Arkiverad från originalet den 29 januari 2010. https://web.archive.org/web/20100129101203/http://kki.is/landslid.asp?adgerd=urslit&lid=alidkvenna. Läst 21 augusti 2011.